# Déclaration interalliée du 17 décembre 1942
La Déclaration interalliée du 17 décembre 1942 a été publiée simultanément par les gouvernements américain, britannique et soviétique au nom des Alliés de la Seconde Guerre mondiale. Le texte décrit les événements en cours, notamment la Shoah en Allemagne nazie et dans l'Europe sous domination nazie. 
Il fait suite au rapport Raczyński transmis aux Alliés le 10 décembre 1942 par le Gouvernement polonais en exil et fondé sur les renseignements fournis par Jan Karski.
La déclaration fut lue au Parlement britannique dans un discours solennel du secrétaire au Foreign Office Anthony Eden, et publiée à la une du New York Times et d'autres journaux.
C'est un acte précurseur à la fondation de l'ONU en 1945.

## Texte
« L'attention des gouvernements de Belgique, Tchécoslovaquie, Grèce,  Yougoslavie, Luxembourg, Pays-Bas en exil, Norvège, URSS, Royaume-Uni de Grande-Bretagne et des États-Unis d'Amérique ainsi que le Comité national français de libération, a été attirée sur les nombreux rapports en provenance d'Europe selon lesquels les autorités allemandes, non contentes de publier les lois déniant aux personnes de race juive dans tous les territoires où leur barbare autorité s'est étendue, les plus élémentaires droits humains, sont en train de rendre effective l'intention maintes fois répétée d'Hitler d'exterminer les personnes juives en Europe.
Dans tous les pays sous occupation allemande les Juifs sont transportés par trains dans des conditions d'horreur et de brutalités inconcevables vers l'Europe de l'Est. En Pologne, qui est devenue le principal abattoir nazi, les ghettos établis par l'envahisseur allemand sont systématiquement vidés de leurs Juifs, à l'exception de ceux nécessaires au travail forcé pour leurs industries de guerre. Aucun de ces déportés n'a plus donné de signe de vie. Les individus valides sont peu à peu usés à mort par les camps de travail. Les infirmes sont laissés à mourir d'exposition aux intempéries et de privations ou sont délibérément massacrés dans des exécutions de masse. Ces sanglantes cruautés sont exercées sur plusieurs centaines de milliers d'hommes, de femmes et d'enfants entièrement innocents.
Les gouvernements ci-dessus mentionnés et le Comité national français condamnent dans les termes aussi vifs que possible cette politique bestiale d'extermination de sang-froid. Ils déclarent que de tels agissements ne peuvent que renforcer la résolution de peuples aimant la liberté à rejeter une telle barbarie hitlérienne. Ils réaffirment solennellement leur résolution d'assurer aux responsables de ces crimes qu'ils n'échapperont pas au juste châtiment et de presser la mise en place de mesures pratiques à cette fin. »

## Sources
- (en) Cet article est partiellement ou en totalité issu de l’article de Wikipédia en anglais intitulé « Joint Declaration by Members of the United Nations » (voir la liste des auteurs).